# Ficus recurva
Ficus recurva är en mullbärsväxtart som beskrevs av Carl Ludwig von Blume. Ficus recurva ingår i släktet fikonsläktet, och familjen mullbärsväxter.

## Underarter
Arten delas in i följande underarter:
- F. r. elegantior
- F. r. pedicellata
- F. r. ribesioides
- F. r. urnigera